# Fan Bernardo/Minutino
Fan Bernardo/Minutino è un singolo del gruppo Il Mago, la Fata e la Zucca Bacata, pubblicato nel 1979.

## Tracce
1. Fan Bernardo – 3:40 (testo: Franco Migliacci – musica: Enrico Zannelli, Gino Peguri)
2. Minutino – 2:44 (testo: Franco Migliacci – musica: Gino Peguri)

## Descrizione
"Fan Bernardo" è un brano musicale scritto da Franco Migliacci su musica di Luigi "Gino" Peguri ed Enrico Zannelli e arrangiamento di Aldo Tamborelli, interpretato dal gruppo Il Mago, la Fata e la Zucca Bacata, come sigla della serie animata italiana prodotta da Sergio Minuti "Fanbernardo", andata in onda all'interno della trasmissione per ragazzi 3,2,1... contatto!.
"Minutino" è un brano musicale scritto da Franco Migliacci su musica di Luigi Peguri e arrangiamento di Aldo Tamborelli, interpretato dal gruppo Il Mago, la Fata e la Zucca Bacata, presente nel lungometraggio di animazione Il trenino del pianeta Favola, diretto da Sergio Minuti e Luciano Gregoretti, distribuito nel 1981.